# Saba Kom
Saba (perz. صبای) je iranski nogometni klub osnovan u Teheranu, a kasnije premješten u grad Kom.
Saba se temelji na klubu Mohemat Sazi koji je u Teheranu osnovan još 1974. godine i sudjelovao u nižim ligaškim natjecanjima.
Godine 2002. preuzima ga imućni proizvođač baterija Saba čime klub dobiva novo ime, a 2008. zbog reforme iranskog nogometa seli se u Kom.
Sudjeluje u iranskoj prvoj nogometnoj ligi, a glavno igralište kluba je Stadion Jadegar-e Imam koji prima 10.610 gledatelja.
Najveći uspjesi su mu osvajanje državnog prvenstva u sezoni sezoni 2003./04. odnosno osvajanje državnog kupa sezonu kasnije.

## Vanjske poveznice
- (perz.) Službene klupske stranice  Arhivirana inačica izvorne stranice od 18. travnja 2012. (Wayback Machine)
- (engl.) Statistike iranske profesionalne lige